# Station Kfar Saba – Nordau
Station Kfar Saba – Nordau (Hebreeuws: תחנת הרכבת כפר סבא - נורדאו Taḥanat HaRakevet Kefa Sava - Nordau) is een treinstation in de Israëlische plaats Kfar Sava. Het is een station op de trajecten Hod HaSharon-Tel Aviv en Hod HaSharon-HaRishonim.
Het station is gelegen aan de regionale weg 531. Het stationsgebouw ligt aan de straat HaTsabrim. Station Kfar Saba – Nordau bestaat uit 2 perrons en is op 13 april 2003 officieel geopend.
Op 24 april 2003 liet een zelfmoordterrorist zijn eigen bom in het station ontploffen. Bewaker Alexander Kostyuk kwam bij deze aanslag om en 13 mensen raakten gewond. Daarom wordt station Kfar Sava ook wel Kostyuk genoemd.
| Eindbestemming       | Vorig station        | Lijn                    | Volgend station    | Eindbestemming    |
| -------------------- | -------------------- | ----------------------- | ------------------ | ----------------- |
| Hod HaSharon Sokolov | Hod HaSharon Sokolov | Hod HaSharon-HaRishonim | Rosj Haäjin Tsafon | HaRishonim        |
| Hod HaSharon Sokolov | Hod HaSharon Sokolov | Hod HaSharon-Tel Aviv   | Rosj Haäjin Tsafon | Tel Aviv-HaHagana |